# Česká filharmonie
Česká filharmonie je český symfonický orchestr sídlící v Praze v budově Rudolfina. Jedná se o příspěvkovou organizaci Ministerstva kultury České republiky. Svou činnost zahájila koncertem 4. ledna 1896 pod vedením skladatele a dirigenta Antonína Dvořáka.
Šéfdirigentem a hudebním ředitelem je od sezony 2018/2019 americký dirigent ruského původu Semjon Byčkov. Pozici hlavního hostujícího dirigenta zastává Jakub Hrůša, hlavním hostujícím dirigentem “k poctě Rafaela Kubelíka” byl v sezoně 2024/2025 jmenován sir Simon Rattle. V červnu 2025 Česká filharmonie oznámila, že se od sezóny 2028/2029 stane jejím novým šéfdirigentem a hudebním ředitelem Jakub Hrůša.

## Historie

### Vznik a počáteční léta

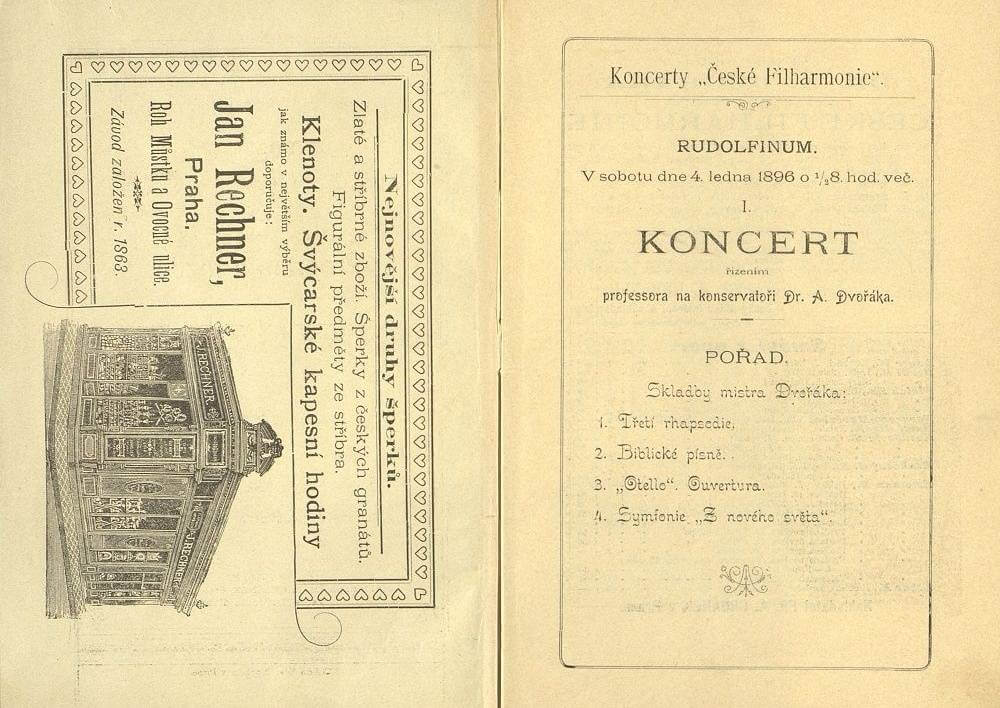
Program prvního koncertu České filharmonie, 4. ledna 1896

Myšlenka vzniku České filharmonie sahá až k Bedřichu Smetanovi, který o ni za svého života usiloval, rovněž k zakladatelům „Společnosti ku vydržování velkého orchestru města Prahy“ (1882). V roce 1894 se jejich snahy uskutečnily a vznikla „Česká filharmonie, spolek ku povznesení hudebního umění v Praze, jakož i spolek penzijní členů orchestru Národního divadla v Praze, jich vdov a sirotků“. První koncert, konaný 4. ledna 1896 v pražském Rudolfinu, dirigoval skladatel Antonín Dvořák. Zazněly jeho vlastní skladby: Třetí slovanská rapsodie, Biblické písně č. 1–5, předehra Othello a Symfonie č. 9 „Z Nového světa“. Spolek fungoval volnočasově a jak jeho název napovídá, skládal se z členů orchestru Národního divadla. Veškerý jeho výdělek putoval členům či jejich rodinám na penzi a obživu.
Klíčovým momentem pro vznik České filharmonie jako samostatného orchestru bylo vyústění konfliktu mezi členy orchestru Národního divadla a šéfem tamní opery Karlem Kovařovicem. Dne 9. února 1901 vstoupili hráči (a zároveň členové spolku České filharmonie) do stávky, na jejímž základě byli propuštěni. Tito hudebníci společně založili symfonický orchestr Česká filharmonie a zvolili svého prvního šéfdirigenta, Ludvíka Vítězslava Čelanského (1870–1931).
Aby se nový orchestr uživil, musel hojně koncertovat. Jen za rok 1901 uspořádal na 49 koncertů po Čechách, Moravě a Slezsku. Jedním z klíčových dirigentů počáteční éry byl Oskar Nedbal, bývalý violista slavného Českého kvarteta, který svým hudebním talentem a organizačními schopnostmi vedl orchestr ve chvílích, kdy se potýkal s počátečními finančními problémy a bojoval o své přežití. Nedbal se brzy stal jedním z pilířů orchestru a významně přispěl k jeho stabilizaci.

### Nástup Václava Talicha a vznik Československa
Novou kapitolu historie orchestru otevřel příchod dirigenta Václava Talicha, tehdy pětatřicetiletého a v Praze málo známého umělce. Na post šéfdirigenta nastoupil v roce 1919. Dne 28. října 1918, v den vyhlášení samostatného Československa, se pod jeho taktovkou konala v Obecním domě generální zkouška před světovou premiérou symfonické skladby Zrání Josefa Suka. 
Premiéra Sukova Zrání se uskutečnila 30. října 1918 a stala se prvním koncertem České filharmonie v nově vzniklé Československé republice. Talich se ukázal jako energická umělecká osobnost, která se brzy stala klíčovou postavou orchestru. Zdůrazňoval osobitost a živelnost výkonu a usiloval o správné vyvážení jednotlivých hlasů. Byl také výborným dramaturgem. V prvních letech svého šéfovství provedl zevrubnou inventuru repertoáru a sezonu 1921–1922 věnoval českým symfoniím. Pravidelně do programu zařazoval také díla francouzských impresionistů, Mahlera, Bartóka či Šostakoviče.
Zahraniční zájezdy mezi lety 1918–1938 měly zvláštní význam. Orchestr se stal kulturním vyslancem mladé republiky a jeho vystoupení v Itálii, Vídni či Velké Británii. Po nacistické okupaci v roce 1939 byla Česká filharmonie nucena vystupovat i na koncertech pro vládnoucí režim. Například v únoru 1941 orchestr na pokyn Josepha Goebbelse hostoval v Berlíně a Drážďanech. V této době byl gestapem zavražděn violista Zdeněk Němec. Symbolem národní manifestace a odporu proti nacistickému režimu se staly koncerty Mé vlasti. Ty brzy vedly k tomu, že se cyklus symfonických básní nesměl hrát jako celek (a „Tábor“ a „Blaník“ nesměly znít vůbec).

### Éra Rafaela Kubelíkova: Vize a naděje

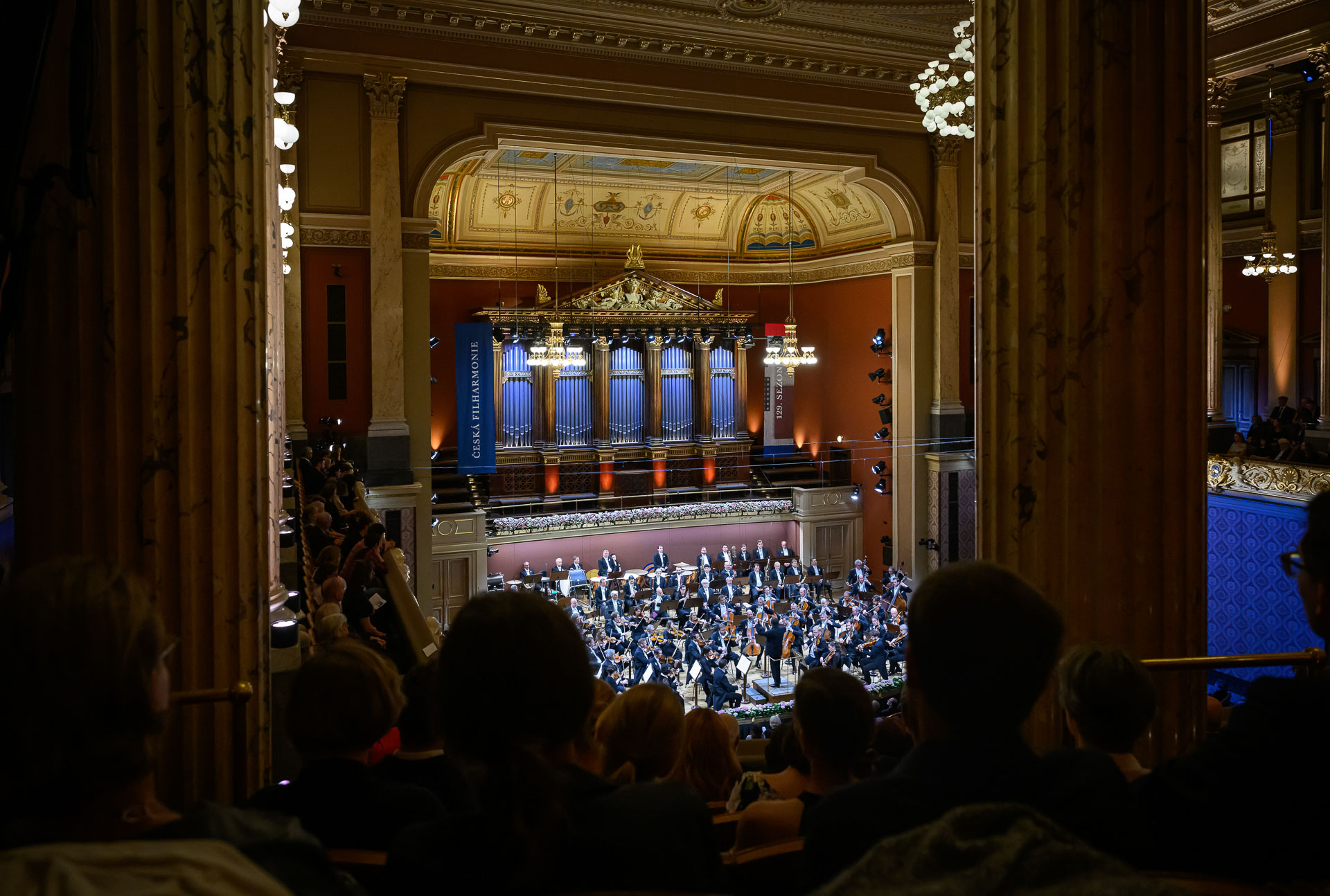
Dvořákova síň v Rudolfinu

Rafael Kubelík, který se stal šéfdirigentem České filharmonie na podzim roku 1941, byl klíčovou postavou orchestru již ve válečné době. Poprvé dirigoval orchestr už jako devatenáctiletý v lednu 1934. Během druhé světové války se zaměřoval na díla, která posilovala naději a víru obyvatel.
Po válce, 21. června 1945, dirigoval Kubelík „Koncert díkůvzdání“, na kterém zazněla Má vlast, a v listopadu 1945 orchestr uspořádal koncert na podporu obcí zasažených nacistickým terorem, Lidic a Ležáků. Za Kubelíkova poválečného působení došlo k zestátnění orchestru 22. října 1945. Jeho dramaturgie se soustředila na vyrovnání dluhů vůči ruské, francouzské a angloamerické hudbě. Mezi jeho nejoblíbenější skladby nicméně patřily Sukova Meditace na staročeský chorál Svatý Václave op. 35a a Janáčkův Taras Bulba. Pod jeho vedením založila filharmonie v roce 1946 mezinárodní hudební festival Pražské jaro. Z padesáti koncertů festivalového ročníku jich odehrála patnáct.

### Éra Karla Ančerla a Václava Neumanna
Po Kubelíkově odchodu do exilu v červenci 1948 nastalo období provizoria. Orchestr vedli dirigenti Václav Neumann, jenž byl také violistou, a Karel Šejna, původně kontrabasista tělesa. Oba se snažili udržet úroveň uměleckého projevu navzdory politickým tlakům totalitního režimu. Karel Ančerl, který převzal vedení v roce 1950, čelil velkému odporu ze strany orchestru, který ho považoval za politicky dosazeného. Přesto dokázal přetvořit atmosféru v orchestru a etablovat ho na mezinárodní scéně. Ančerl dirigoval Českou filharmonii na šedesáti zájezdech do dvaceti osmi zemí světa.
Neumannova éra byla datována od listopadu 1968 do podzimu 1990 a přinesla intenzivní spolupráci s gramofonovými společnostmi, díky níž vznikly nahrávky nejen Dvořákových symfonií. Během tohoto období se vůbec první ženou souboru v roce 1970 stala harfenistka Renata Kodadová, které uvolnil post první harfy její učitel Karel Patras. Jako druhá byla v roce 1985 přijata houslistka Barbara Pazourová.

### Sametová revoluce a Kubelíkův návrat
V roce 1969 se Česká filharmonie stala součástí protestů proti okupaci Československa. Po upálení studenta Jana Palacha se konaly koncerty na jeho počest. V listopadu 1989 se filharmonie zapojila do událostí sametové revoluce. Na koncertech zazněly skladby symbolizující touhu po svobodě a spravedlnosti. Beethovenova 9. symfonie zazněla na koncertě pro Občanské fórum 14. prosince 1989. Po letech v exilu se v dubnu 1990 vrátil do Prahy Rafael Kubelík. Na Pražském jaru dirigoval zahajovací koncert, na němž opět zazněla Smetanova Má vlast. Orchestr vedl až do listopadu 1991, kdy odehrál svůj poslední koncert během turné v Japonsku.

### Éra Jiřího Bělohlávka a Semjona Byčkova
V letech po Kubelíkovi se orchestr potýkal s častým střídáním šéfdirigentů. Jiří Bělohlávek převzal těleso v roce 2012 a přinesl stabilitu i novou uměleckou vizi. Pod jeho vedením filharmonie nahrála Dvořákovy symfonie. Po Bělohlávkově úmrtí se šéfdirigentem stal Semjon Byčkov.

### Designovaný šéfdirigent Jakub Hrůša
Od sezóny 2028/2029 byl na pětileté období jmenován šéfdirigentem Jakub Hrůša, s opcí na pětileté prodloužení, a to s ročním úvazkem 16 týdnů.

## Koncertní činnost
Česká filharmonie odehraje za sezonu asi 50 koncertů v Česku a dalších 30 ve světě. Český program je rozdělen do pěti abonentních řad. Během sezony se konají také mimořádné koncerty (např. Koncert pro svobodu a demokracii, silvestrovské a novoroční koncerty nebo Open Air koncert k závěru sezony).

Z hlediska dramaturgie se orchestr zaměřuje na hudbu 19. a 20. století, zejména českou: Dvořáka, Smetanu a Janáčka. Díky Byčkovově působení se součástí programu opakovaně staly také díla Mahlera nebo Šostakoviče. Důležitou roli v dramaturgii získali rovněž rezidenční umělci – v sezoně 2024/2025 jím byl klavírista Daniil Trifonov. Orchestr pravidelně spolupracuje se světovými dirigenty a sólisty, jakými jsou sir Simon Rattle, Daniil Trifonov, Janine Jansenová či Augustine Hadelich.

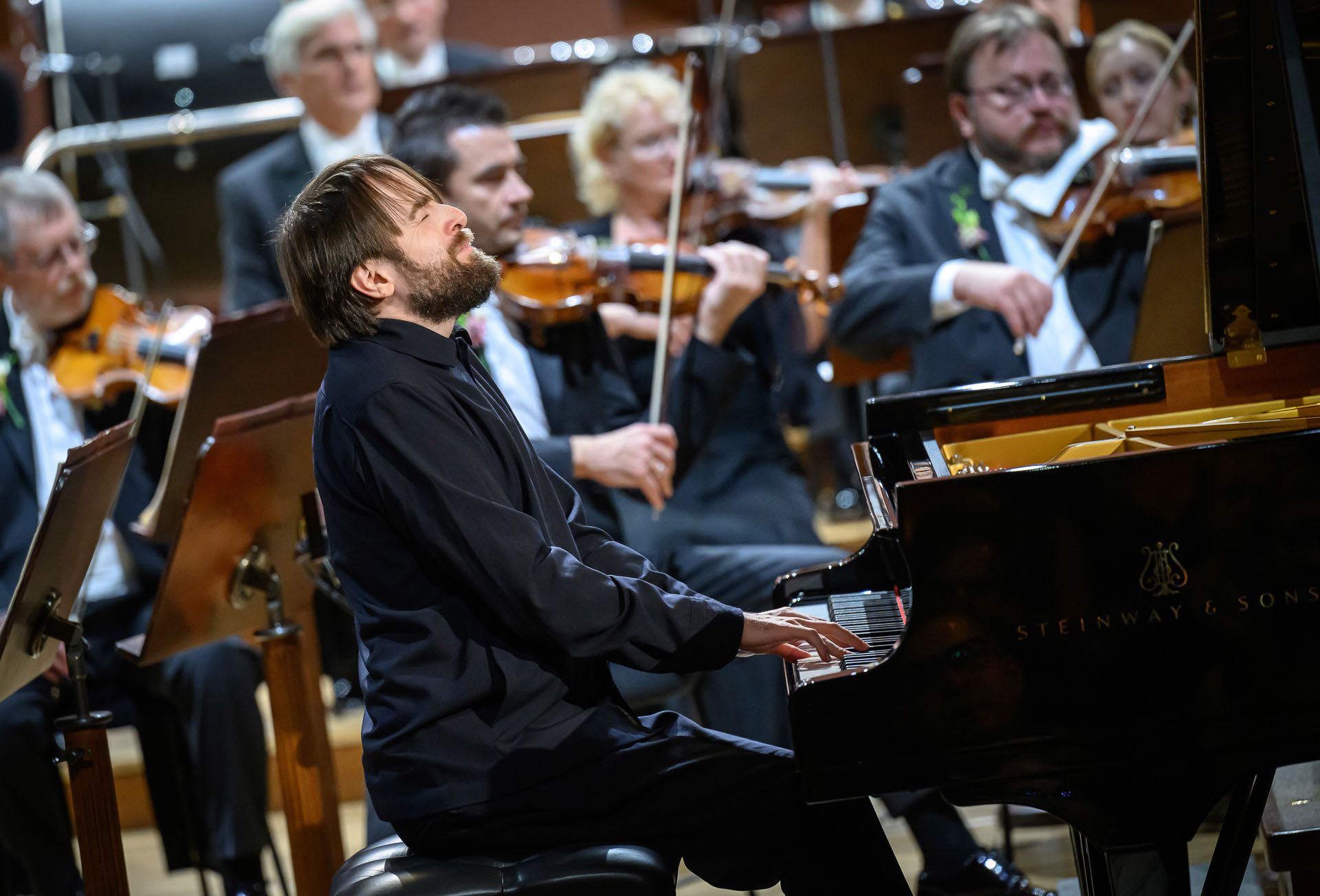
Klavírista Daniil Trifonov
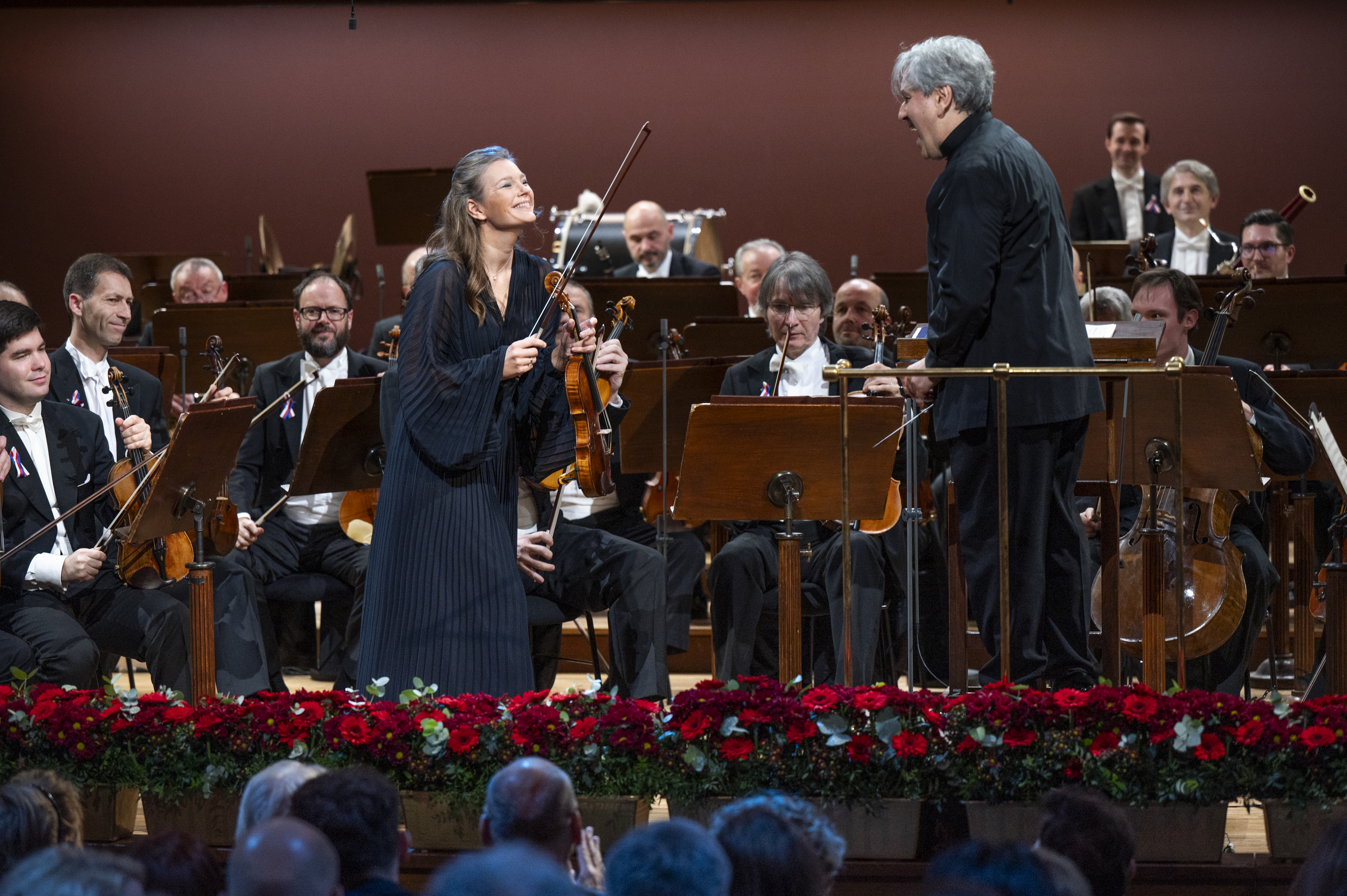
Sólistka Janine Jansenová
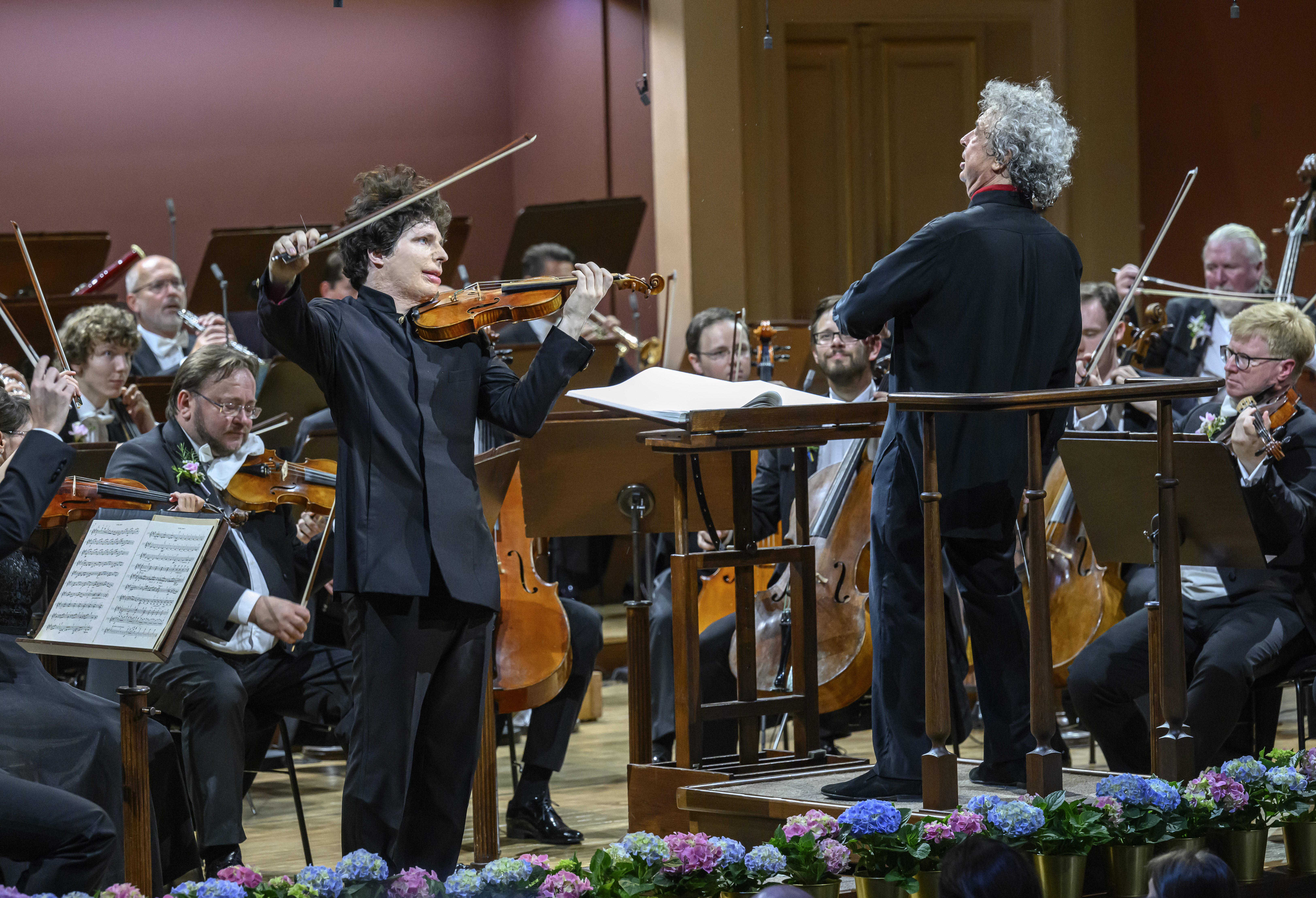
Sólista Augustin Hadelich
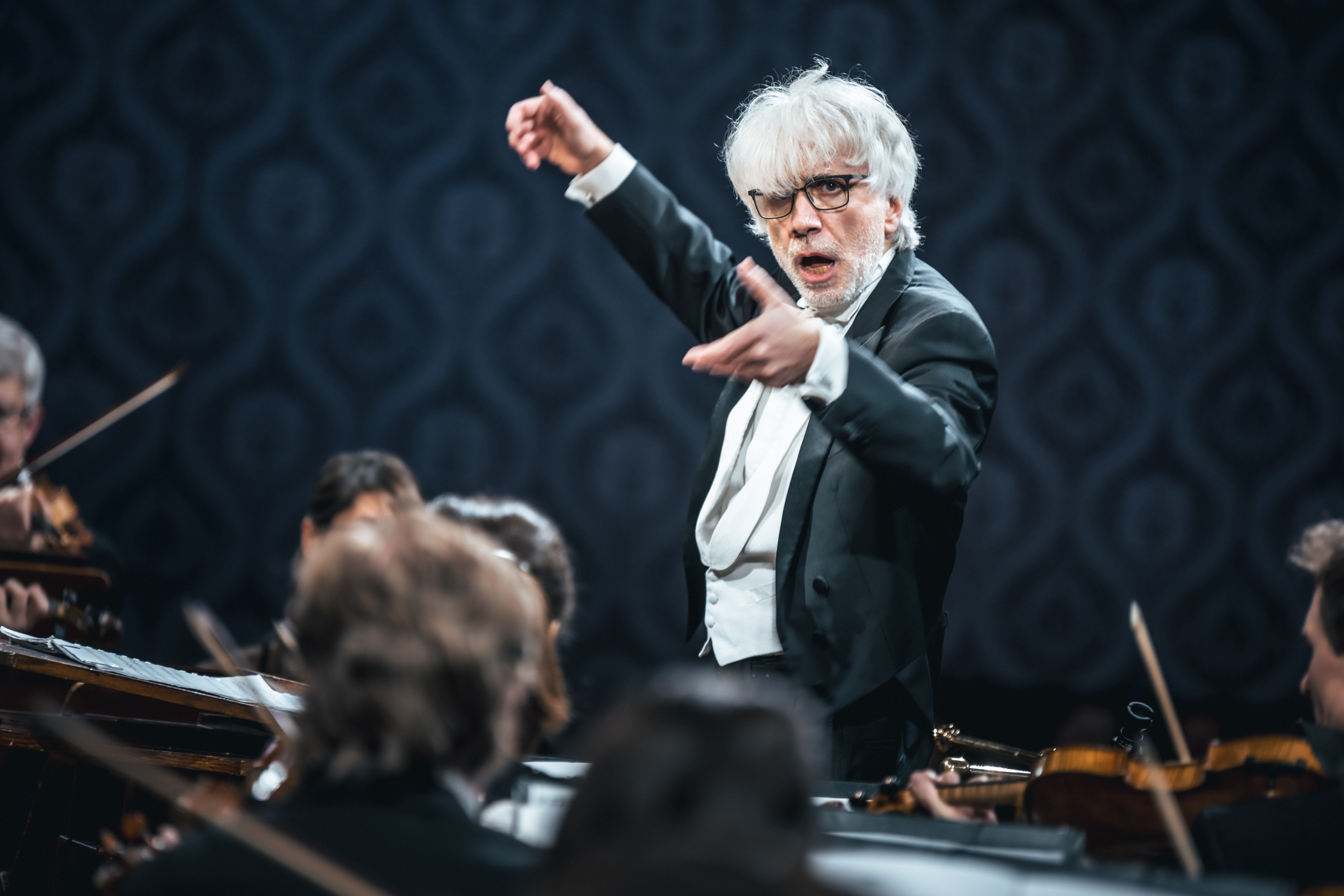
Dirigent Giovanni Antonini
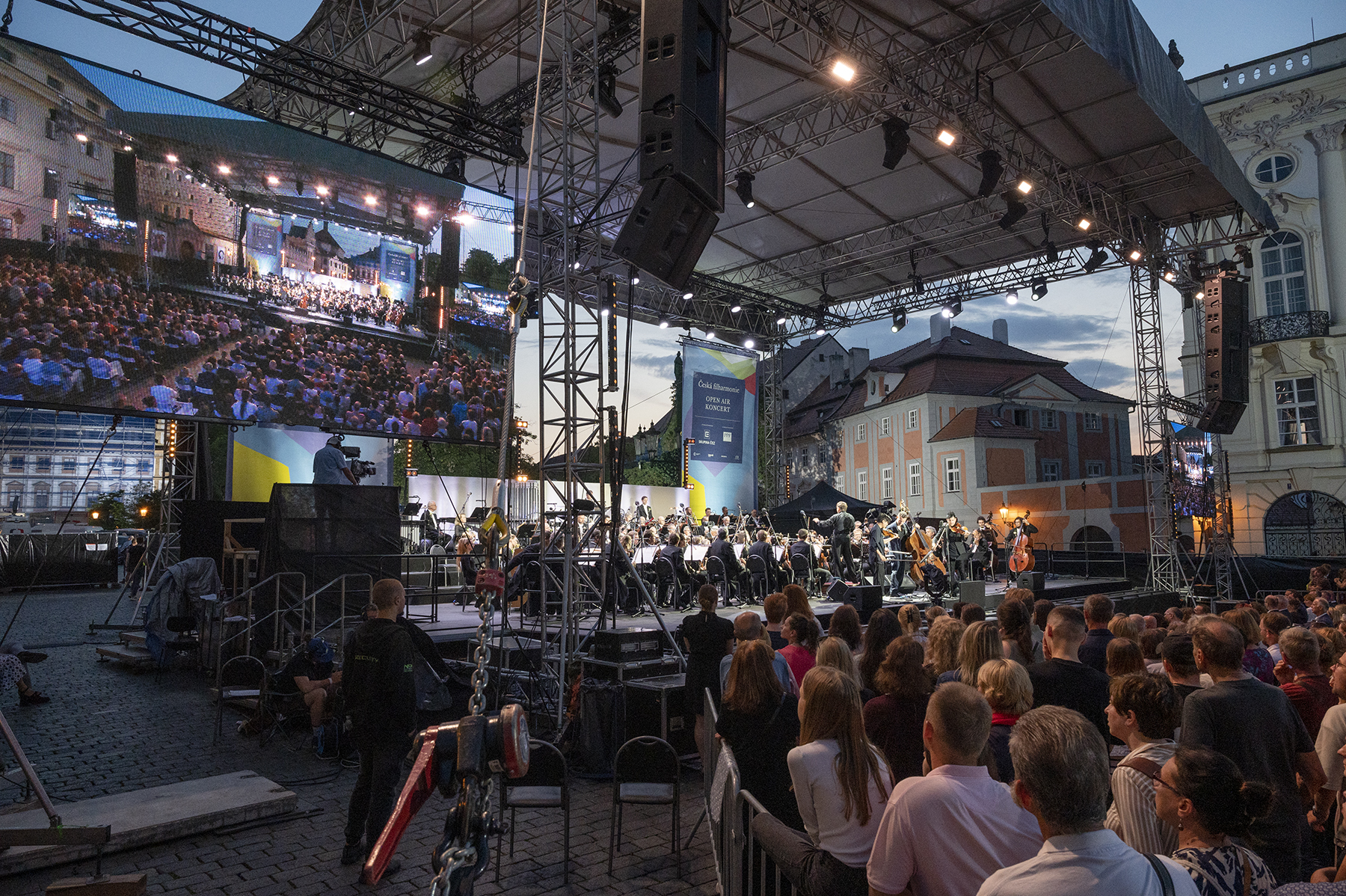
Open Air koncert 2024 na Hradčanském náměstí

### Působení v zahraničí
K mezinárodnímu renomé České filharmonie přispěl koncert v Londýně v roce 1902. Dirigent Oskar Nedbal v dopise domů popisoval: „Je to první případ, že se v Londýně usadil na delší dobu nějaký orchestr z kontinentu. Hlavně prý zuří Londýnská filharmonie...“
V Evropě se filharmonie stala pravidelným rezidentem ve Vídni, Salzburku, Budapešti, Amsterdamu, Hamburku a Madridu. Každoročně koncertuje také na letních festivalech jako například BBC Proms, Kissingen Sommer a Elbphilharmonie Sommer.
První zámořský zájezd (tehdy vůbec nejrozsáhlejší koncertní turné, které kdy jakýkoli orchestr uskutečnil) směřoval v roce 1959 do Austrálie, Japonska, na Nový Zéland, do Číny, Indie a Sovětského svazu. Zatímco do Číny se filharmonie vrátila poprvé po 42 letech až roku 2001, v Japonsku  účinkuje pravidelně včetně tokijského Suntory Hall.
Do Spojených států amerických a Kanady se filharmonie poprvé podívala v roce 1965 pod taktovkou Karla Ančerla. Na americký kontinent se poté vrátila ještě několikrát, jubilejní desáté turné absolvovala v roce 2004 pod vedením Andreje Borejka. V roce 2024 získala třídenní rezidenci v newyorské Carnegie Hall.

Koncertní turné 2024
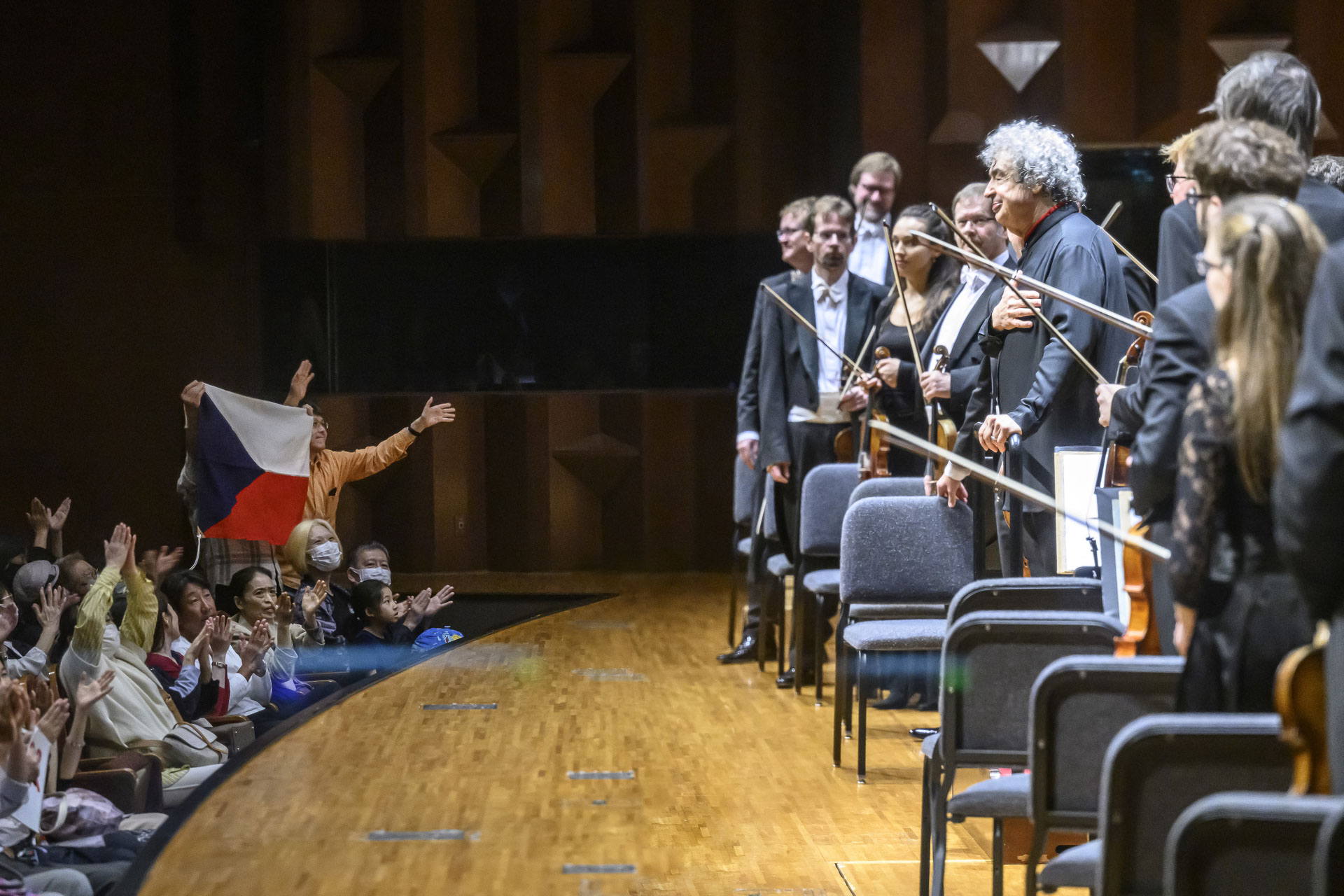
Koncert v ósacké Symphony Hall
Koncert v hamburské Labské filharmonii
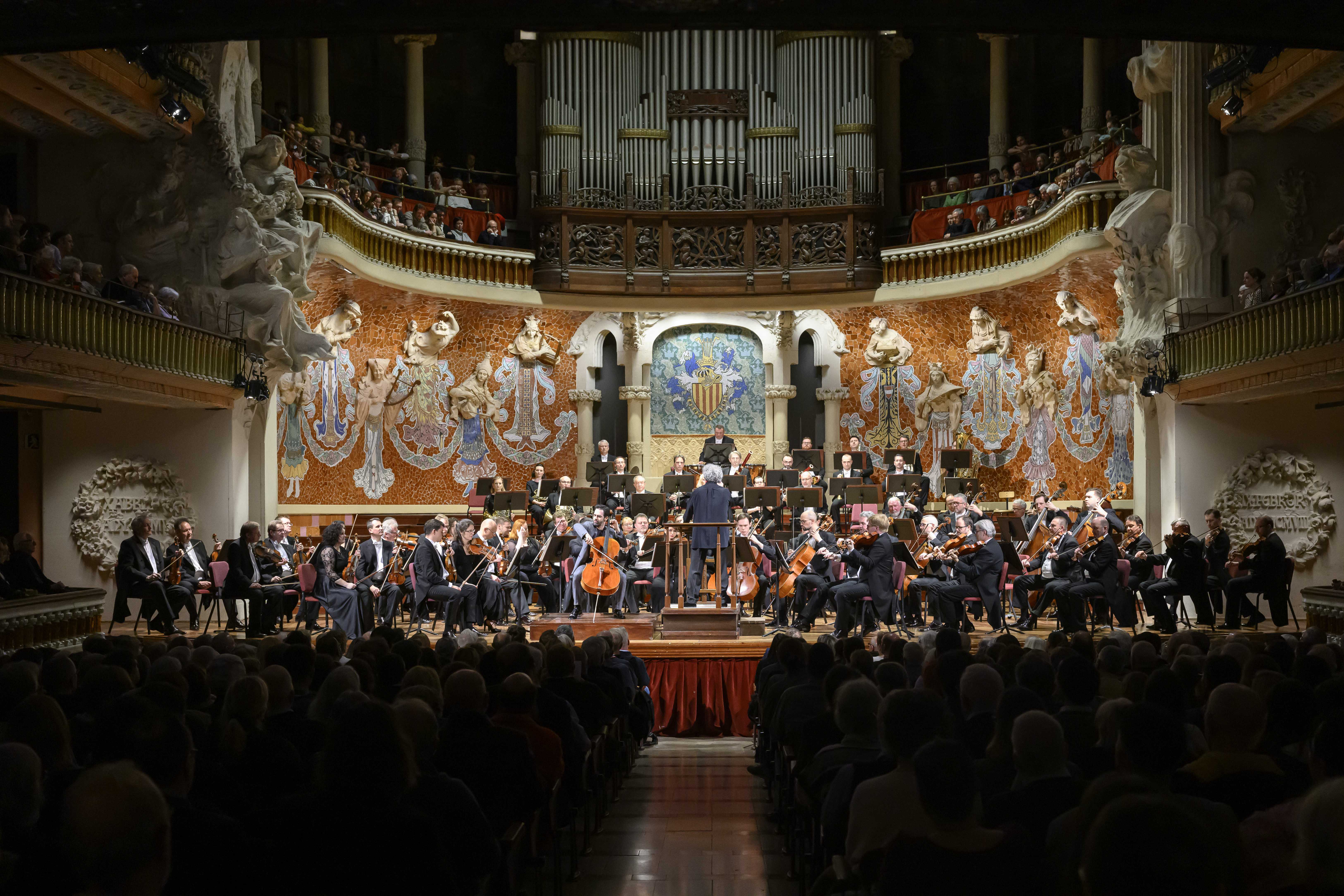
Koncert v barcelonském Palau de la Música
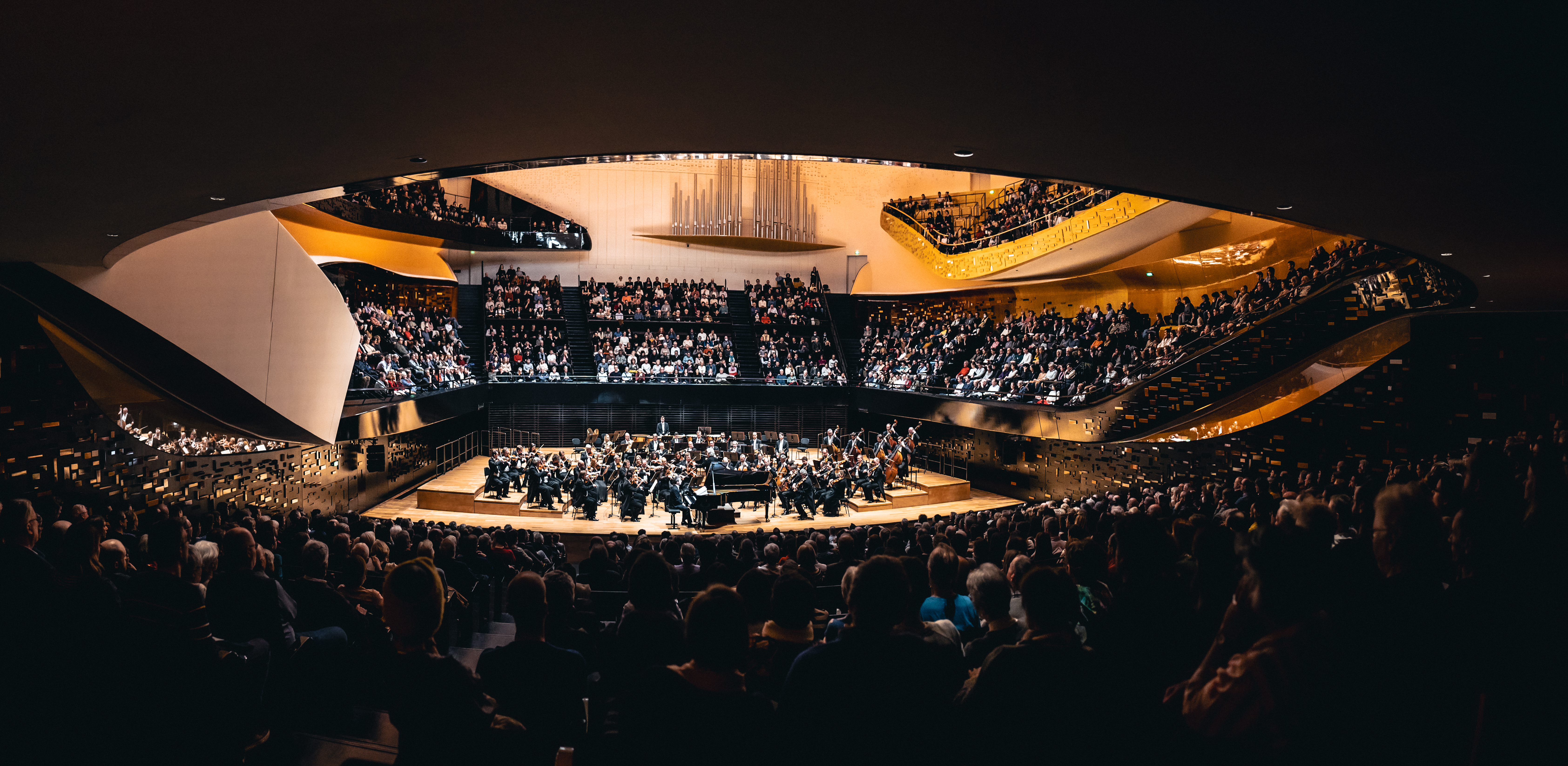
Koncert ve Philharmonie de Paris

## Vzdělávací činnost
Důležitou úlohou České filharmonie je kromě koncertování také hudební vzdělávání napříč generacemi. Každou sezonu uvádí desítky workshopů a komentovaných koncertů. Věnuje se také dlouhodobým projektům, jako například Romano drom, v jehož rámci spolupracuje se zpěvačkou Idou Kelarovou a romským sborem Čhavorenge. Edukační tým ročně uspořádá na 300 programů až pro 50 tisíc dětí[kdy?], dospívajících, dospělých i seniorů.
Instituce se dlouhodobě věnuje vzdělávání a přípravě budoucích hudebních profesionálů. Orchestrální akademie dává příležitost mladým talentovaným hudebníkům zapojit se do orchestru jako jeho plnohodnotný člen a čerpat tak zkušenosti. Prostor mladým talentům dává rovněž Česká studentská filharmonie, orchestr složený ze studentů hudebních škol. Společný orchestr žáků ZUŠ a ČF vzniká v úzké spolupráci České filharmonie a základních uměleckých škol v České republice.

Pomocí programu Hudba do škol pomáhá Česká filharmonie vzdělávat také učitele hudební výchovy a představovat jim nové formy a přístupy k hudebnímu vzdělávání. 

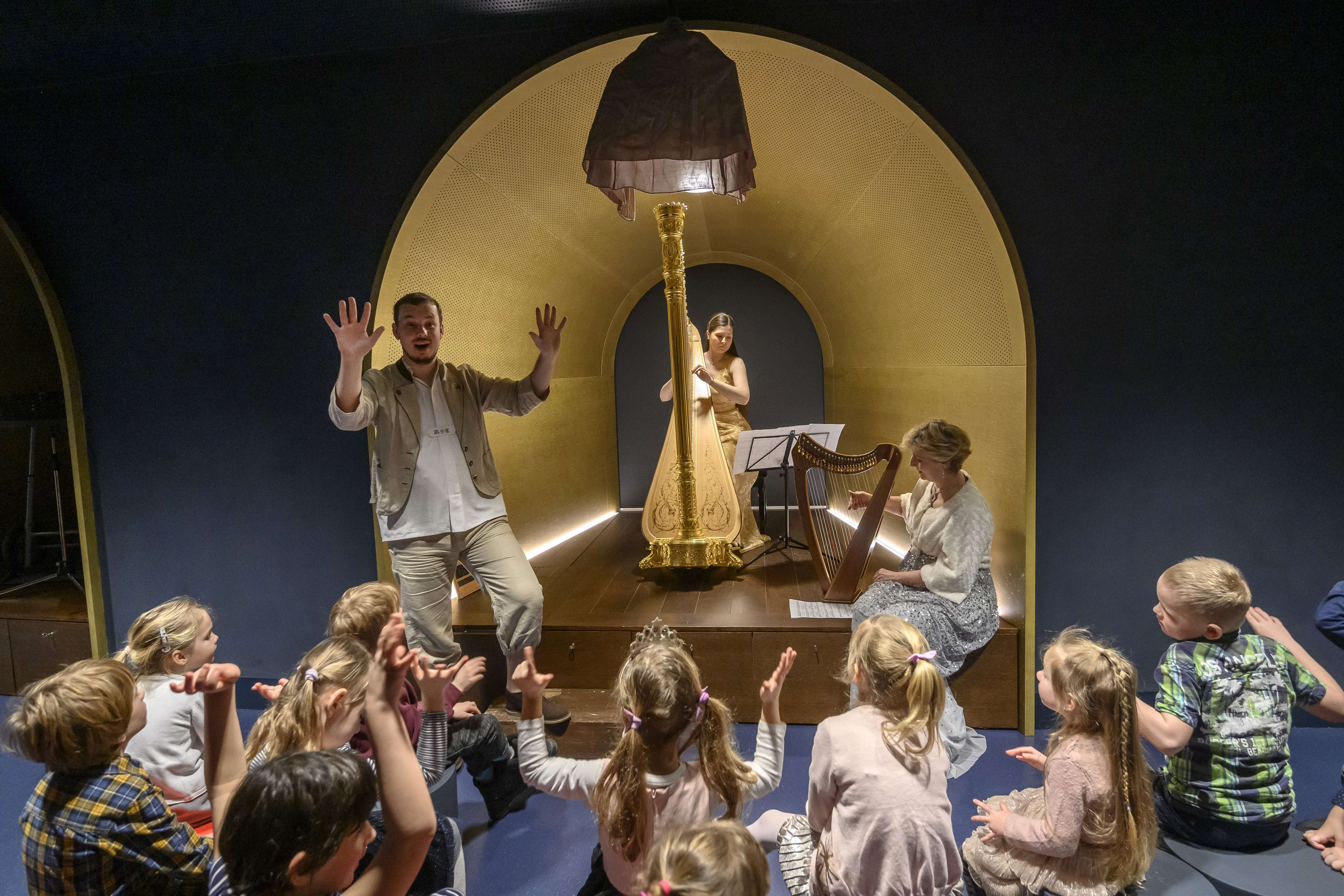
EDUcentrum
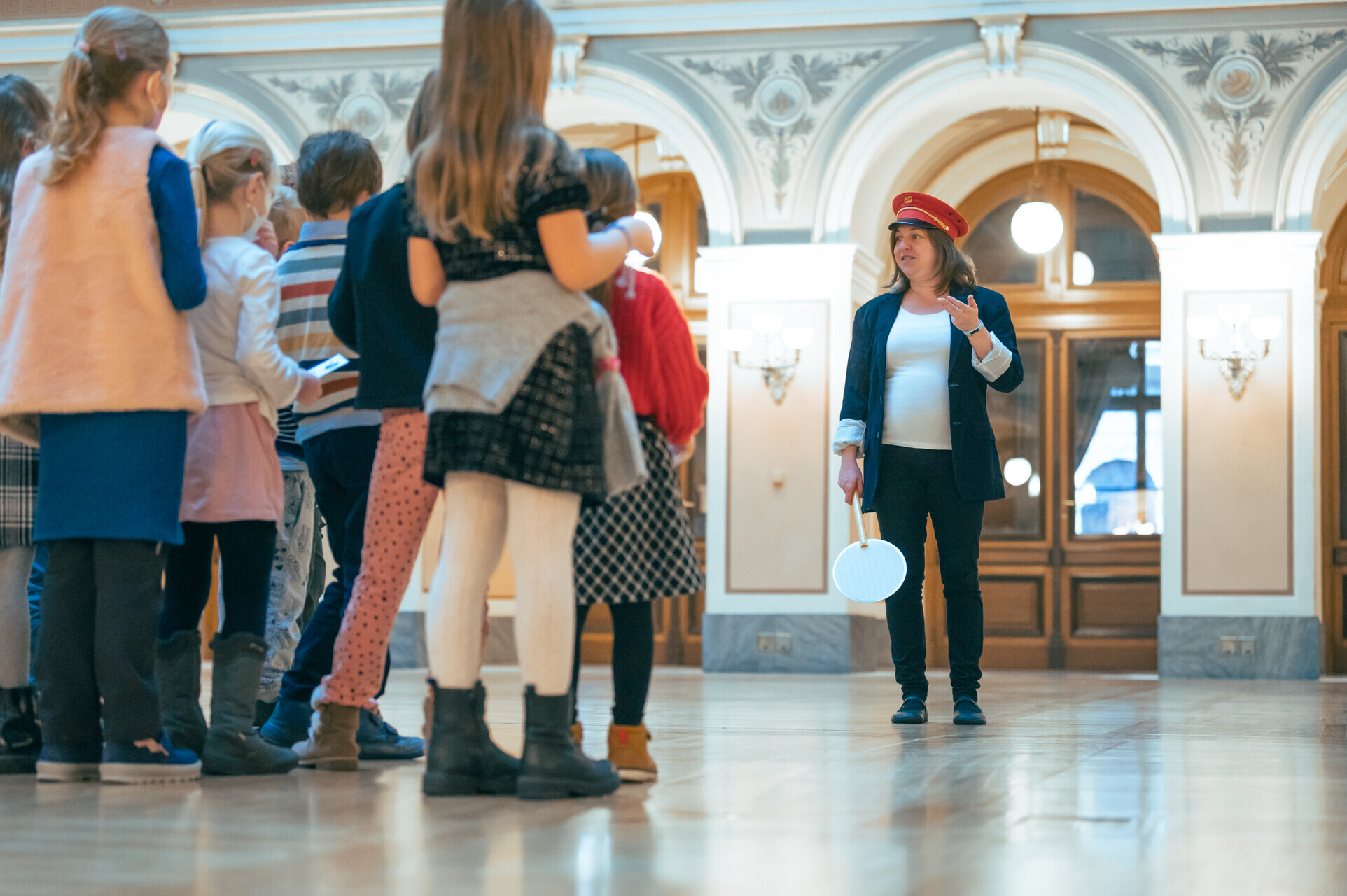
Vzdělávací program
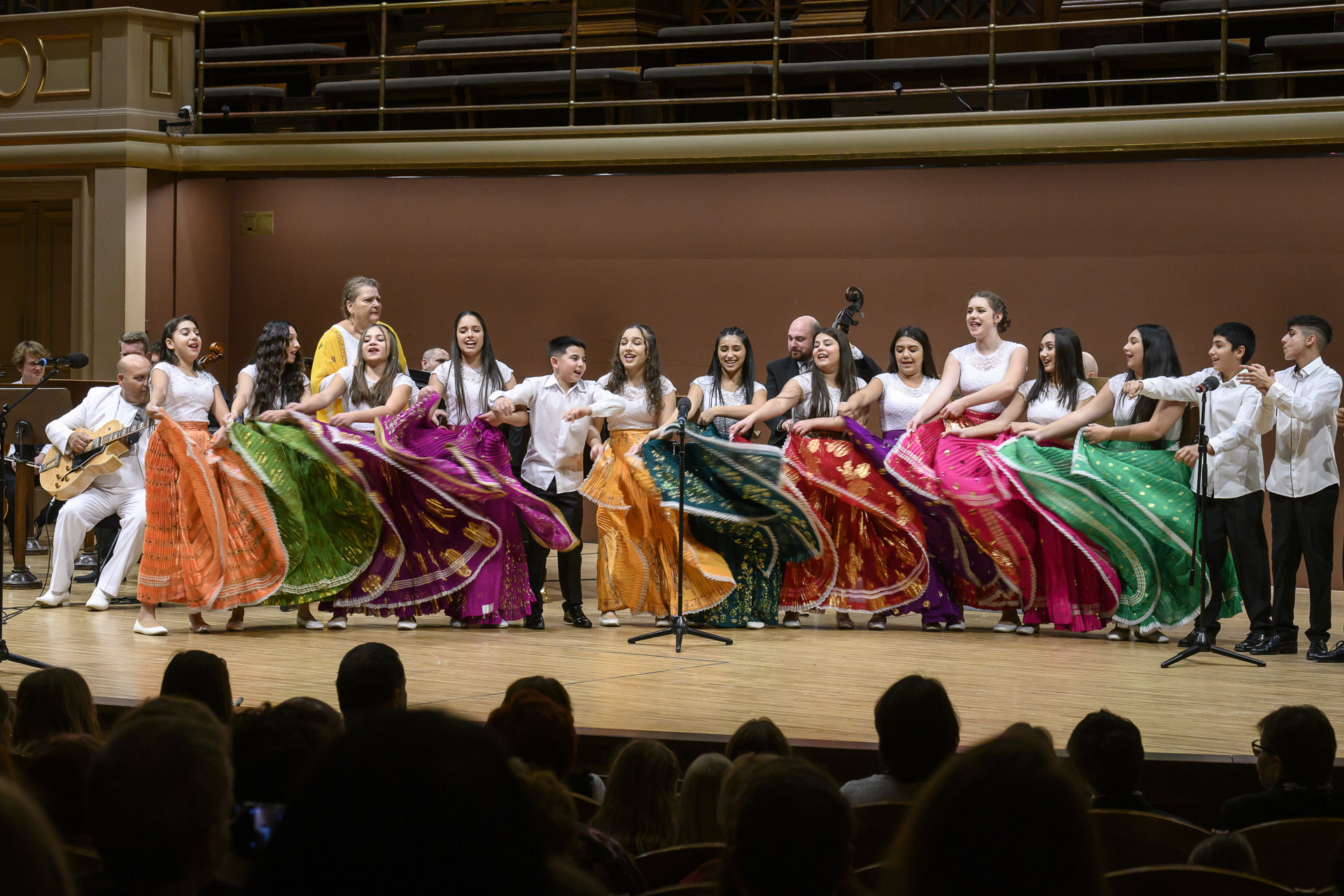
Projekt Hej Romale
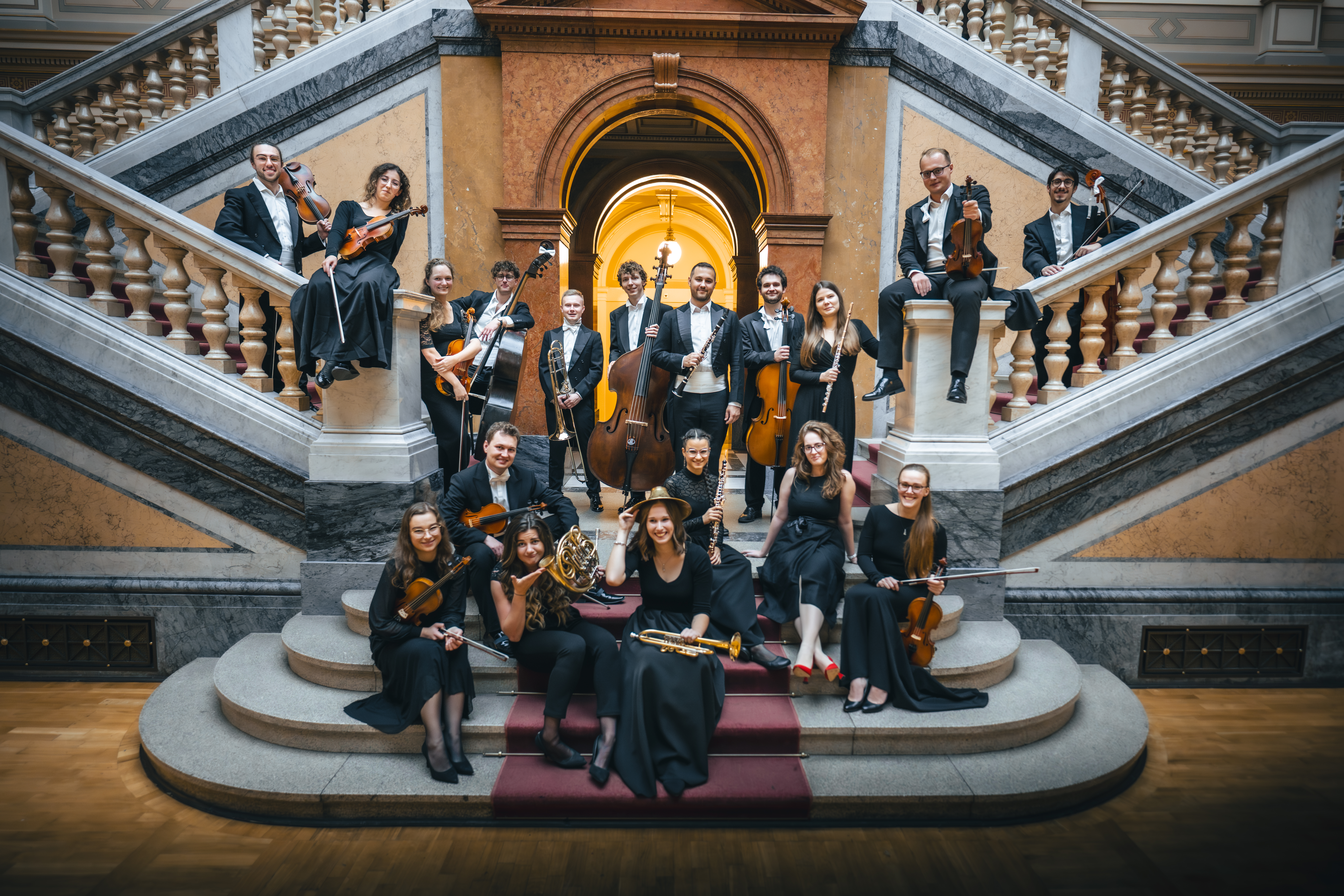
Projekt Orchestrální akademie
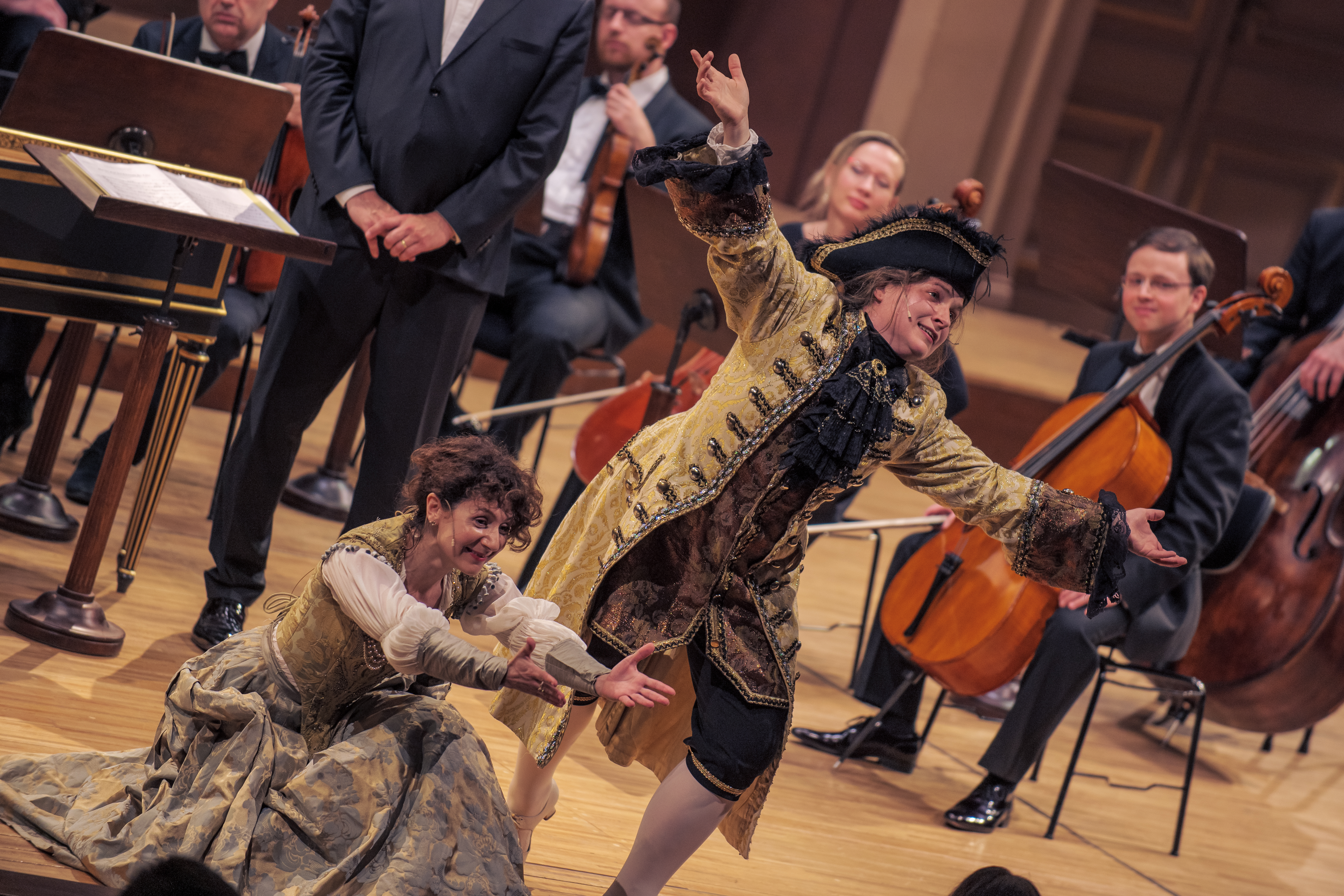
Komentovaný koncert s Marthou Issovou

## Nahrávací činnost

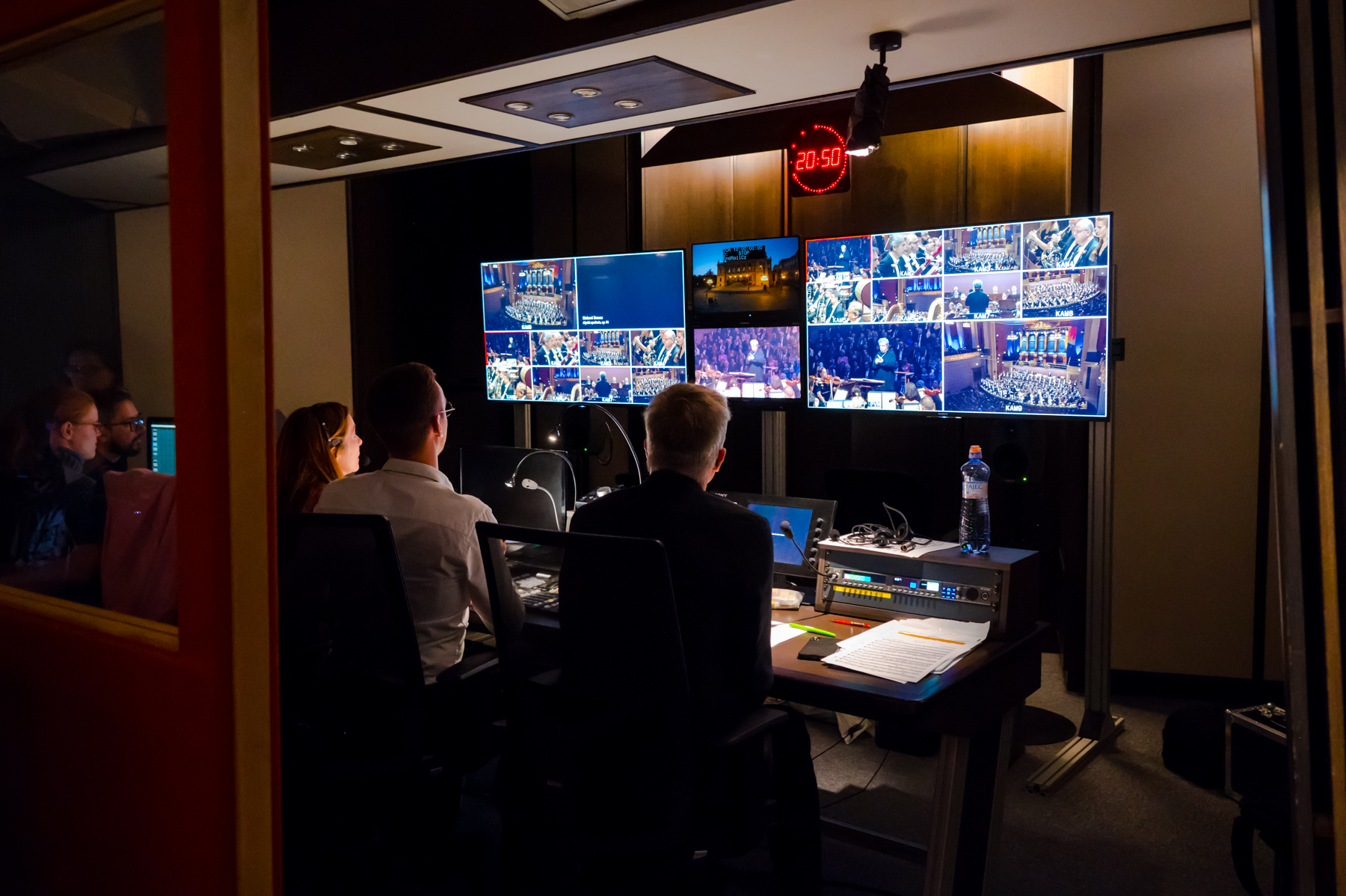
Studio Rudolfinum

Posláním České filharmonie je také zachycení aktuální interpretace klasických a moderních hudebních děl pro současné i budoucí generace. Proto každoročně realizuje několik nahrávacích projektů pro česká i zahraniční vydavatelství.
První gramofonové nahrávání se uskutečnilo v roce 1929, kdy Václav Talich natočil Mou vlast pro vydavatelství His Master's Voice. Budování rozsáhle diskografie pokračovalo po válce se společností Supraphon, s níž vznikaly zejména nahrávky s Václavem Talichem a Karlem Ančerlem i Jiřím Bělohlávkem. Na dlouhou spolupráci se Supraphonem navázala značka Decca Classics, pod jejíž hlavičkou vznikla série Antonín Dvořák: Complete Symphonies & Concertos řízená Jiřím Bělohlávkem. O kompletní sérii Čajkovského symfonií vydanou rovněž vydavatelstvím Decca se zasloužil Semjon Byčkov. Pod jeho vedením, a ve spolupráci s vydavatelstvím Pentatone, vznikla i série Mahlerových symfonií. Pentatone se podílelo i nahrávkách k příležitosti Roku české hudby 2024, například vydáním Mé vlasti pod vedením Byčkova. Za tuto nahrávku se Česká filharmonie stala Orchestrem roku 2024 v anketě časopisu Gramophone.
Rudolfinum disponuje moderním nahrávacím studiem Studio Rudolfinum, které je propojeno se dvěma koncertními sály – Dvořákovou a Sukovou síní. Oba nahrávací prostory se pravidelně využívají k pořizování studiových i živých nahrávek.

## Český spolek pro komorní hudbu

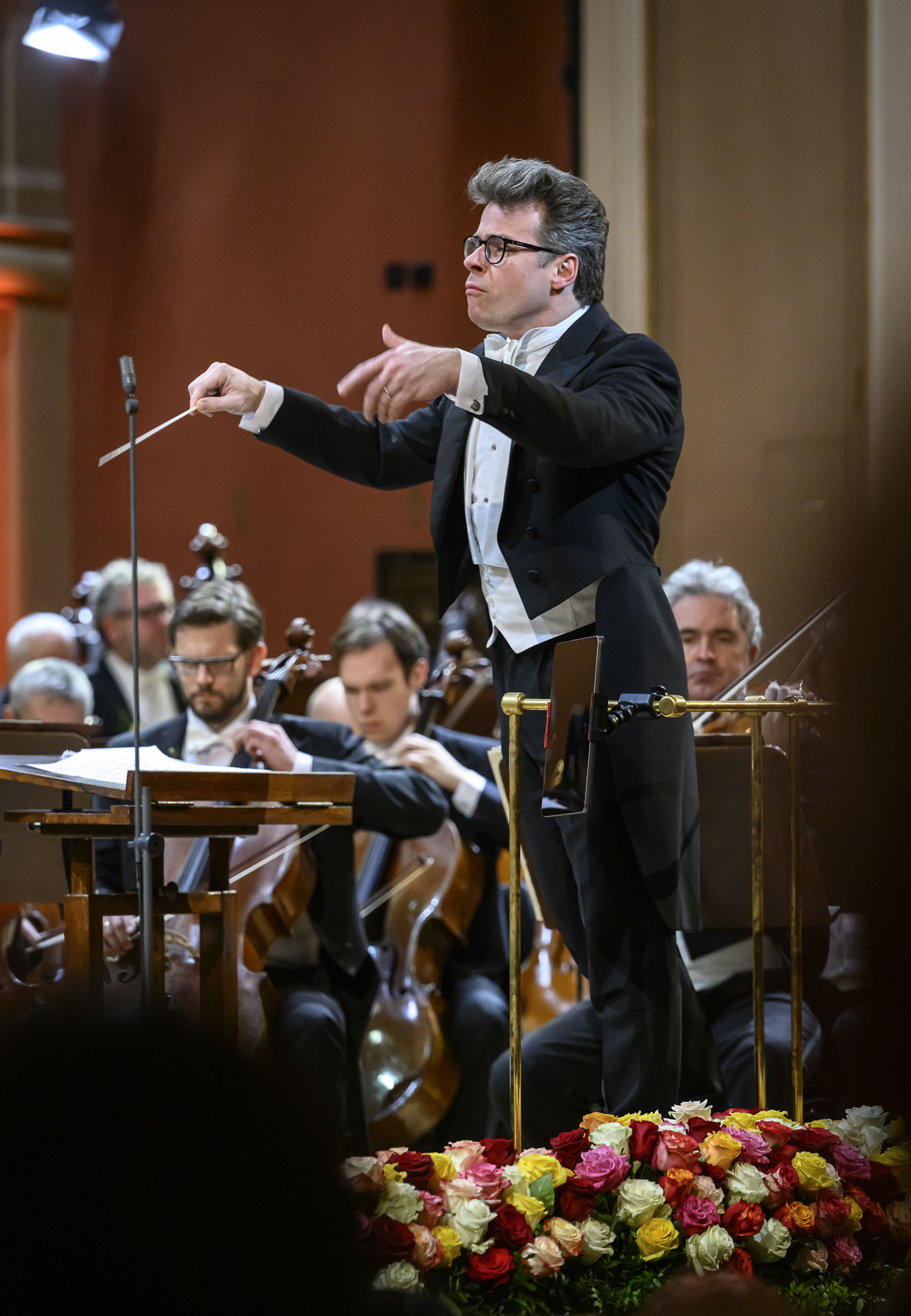
Jakub Hrůša, hostující dirigent

V Rudolfinu působí v rámci České filharmonie také Český spolek pro komorní hudbu. Založen byl na podporu koncertní činnosti Českého kvarteta v roce 1894 a patří mezi nejstarších hudební instituce v České republice.
Sezona ČSKH se skládá z pěti koncertních cyklů, jejichž dramaturgie kloubí díla skladatelů s moderní tvorbou soudobých umělců. V rámci cyklu R vystupují umělci sólově. Publiku se takto představili například Daniil Trifonov, Janine Jansenová či Micuko Učidaová. Každá spolková sezona má svého kurátora, který se podílí na tvorbě programu i na zvaní hostů. Pro 130. sezonu se jím stal  dirigent, skladatel, kontrabasista a pianista Petr Popelka.

## Další činnost
Česká filharmonie pravidelně spolupracuje s českými i zahraničními uměleckými institucemi, zejména s Mezinárodním filmovým festivalem Karlovy Vary nebo taneční skupinou Dekkadancers. Vydává také svůj časopis Ladírna a podcast Philharmonious, obsahující rozhovory s hudebními osobnostmi.

## Šéfdirigenti
- Ludvík Čelanský (1901–1903)
- Vilém Zemánek (1903–1918)

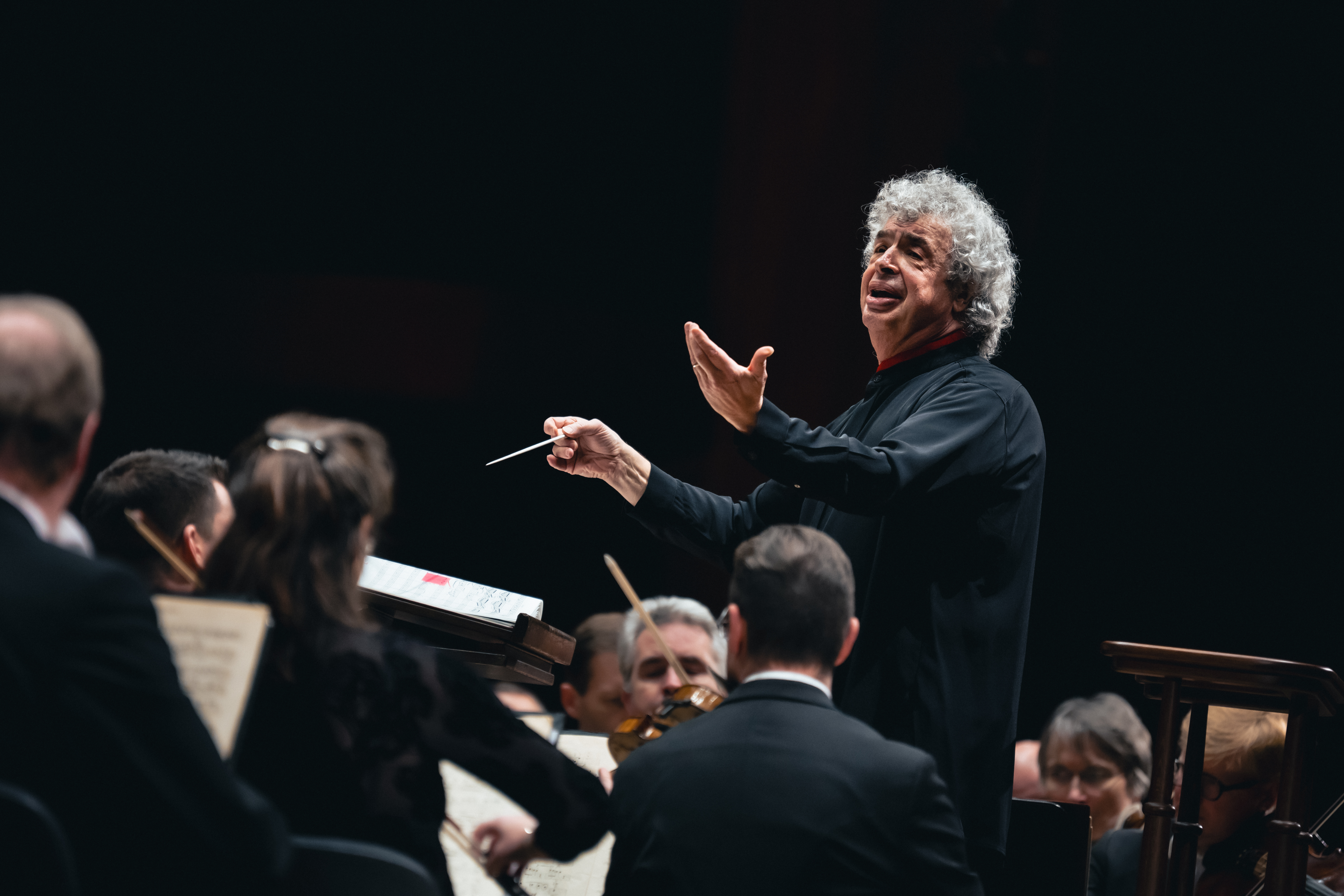
Semjon Byčkov, šéfdririgent od roku 2018

- Václav Talich (1919–1931 a 1933–1941)
- Rafael Kubelík (1942–1948)
- Karel Ančerl (1950–1968)
- Václav Neumann (1968–1990)
- Jiří Bělohlávek (1990–1992)
- Gerd Albrecht (1993–1996)
- Vladimir Ashkenazy (1996–2003)
- Zdeněk Mácal (2003–2007)
- Elijahu Inbal (2009–2011)
- Jiří Bělohlávek (2012–2017)
- Semjon Byčkov[16][17] (od 2018)
- Jakub Hrůša (nastupující od 2028)

## Generální ředitelé
- Ctirad Kohoutek (1980–1987)
- Lubomír Čížek (1987–1990)
- Jaroslav Tvrzský (1990–1992)
- Milan Lášek (1992–1993)
- Ladislav Kantor (1993–1995)
- Jiří Kovář (1995–2000)
- Václav Riedlbauch (2001–2009)
- Vladimír Darjanin (2009–2010)
- Václav Kasík (květen–srpen 2010)[18][19]
- David Mareček (od 1. února 2011)[20]